# José María Medina

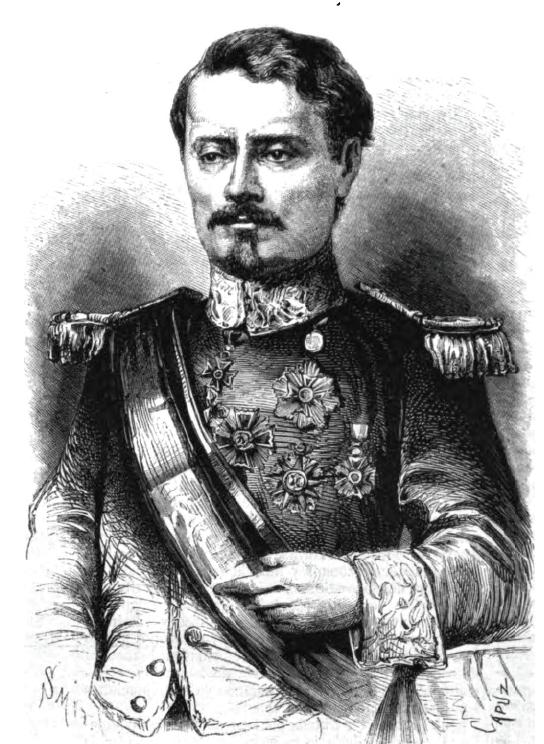
José María Medina

José María Medina Castejón, apelidado de "Medinon" (8 de setembro de 1826 – 1878) foi um político e militar hondurenho que se tornou presidente de Honduras por sete vezes. 
Ingressou no exército hondurenho com 18 anos e lutou contra as tentativas de William Walker para conquistar a América Central.
Em seu primeiro mandato, serviu como presidente temporário entre 1 de setembro a 31 de dezembro de 1863. Medina foi então eleito presidente em 1864.  De acordo com a constituição de 1848, ele era elegível para um segundo mandato.  No entanto, em 1865, ele convocou uma Convenção Constitucional, que aprovou uma nova constituição em 18 de setembro.  Isso restringiu o presidente a um único mandato, bem como tornou o Congresso Nacional unicameral.  A Convenção fez de Medina presidente provisório, que foi confirmado numa eleição de dezembro de 1865. 
A fim de ganhar um segundo mandato após a aprovação da nova Constituição, convocou uma nova Convenção, que aprovou as alterações à constituição e também o elegeu presidente para um segundo mandato.  No entanto, após protestos, ele realizou um referendo sobre o assunto, que foi aprovado por mais de 95% dos eleitores.  No entanto, em 26 de julho de 1872 foi derrubado do poder após uma revolta pelos Liberais.
Governou provisoriamente pela terceira vez entre 12 de agosto e 27 de agosto de 1876, e mais tarde foi executado por um pelotão de fuzilamento em 1878 em Santa Rosa de Copán.